# Connarus reticulatus
Connarus reticulatus är en tvåhjärtbladig växtart som beskrevs av August Heinrich Rudolf Grisebach. Connarus reticulatus ingår i släktet Connarus och familjen Connaraceae. Inga underarter finns listade i Catalogue of Life.